# 스타디오 올림피코
스타디오 올림피코(이탈리아어: Stadio Olimpico)는 이탈리아의 로마에 있는 종합 경기장이다. 로마의 포로 이탈리코 구역에 위치한다. 현재 SS 라치오와 AS 로마가 함께 사용하는 경기장이며, 이탈리아 축구 국가대표팀도 사용한다. 본래 축구 외에 여러 경기도 함께 치러지는 종합경기장으로 1936년 처음 건설되었다. 1960년 하계 올림픽의 주경기장으로 사용되어 세계적으로 유명해졌으며, 1975년 하계 유니버시아드가 개최되기도 하였다. 그 외에도 중요한 경기가 여러 차례 열려 1987년 세계 육상 선수권 대회 주경기장이었고, 1990년 FIFA 월드컵의 결승전이 치러졌다. 2009년 5월 27일에는 UEFA 챔피언스리그 2008-09 결승전이 이곳에서 열렸다. 축구경기 외에도 다양한 음악 콘서트들을 개최하기도 한다. 이곳에서 펼쳐지는 로마 더비는 세계에서 가장 치열한 더비 경기 중 하나이다. 현재 축구 경기시 수용인원은 82,000 명이다.

## 역사
스타디오 올림피코는 처음에 스타디오 델 치프레시(이탈리아어: Stadio del Cipressi)이라는 이름으로 불렸다. 제1차 세계 대전 이후 포로 이탈리코(Foro Italico)로 이름을 바꾼 포로 무솔리니(Foro Mussolini, 무솔리니 포럼)에서 경기장을 설계하고 건설하는 거대한 계획을 세웠다.
토리노의 기술자인 안젤로 프리사와 건축가인 엔리코 델 데비오의 감독 하에 1928년 건설이 완료되었고, 1932년에 개조 공사를 하였다. 기존 스탠드는 잔디 테라스로 이루어졌으며, 스탠드의 석조 공사는 예상되지 않았다. 35,000개의 좌석과 55,000개의 입석으로 수용 인원을 늘리기 위하여, 1933년에 경기장의 확장과 석조 공사가 결정되었다. 경기장 건설 당시에 참여하였던 안젤로 프리사와 건축가인 루이지 모레디 왈테르와 기술자인 아킬레 피노텔로가 계획을 맡았으며, 1937년에 완료되었다.
이후 경기장 2층 건설을 계획하였으나, 제2차 세계 대전으로 인하여 1940년에 중단되었다. 1950년 12월에 작업을 재개하였으며, 공공 사업 협의회의 임원이자 기술자인 카를로 로차텔리가 계획을 맡았다. 처음에는 복합 건축물로의 구상을 계획하고 실행하였으나, 재정 부족과 주변 특유의 환경으로 인하여 수정되었다. 1951년 카를로 로차텔리가 사망하자, 건축가인 아니발레 비텔로지가 작업을 맡아 감독하게 되었다.
완공 이후 100,000명을 수용할 수 있게 되었으며, 이러한 이유로 1960년 이전까지 첸토밀라 경기장(이탈리아어: Stadio dei Centomila, '10만의 경기장'이라는 뜻)로 불리게 되었다. 1953년 5월 17일 경기장이 개장되어 이탈리아와 헝가리 간의 기념 경기가 열였으며, 1960년 하계 올림픽의 주 경기장 중 하나로 채택되었다.
1990년 FIFA 월드컵 주경기장 중 하나로 채택되자, 대규모의 경기장 개조 계획을 세우게 되었다. 1989년 개축 공사로 인하여, 경기장을 소유하고 홈 경기장으로 사용하는 SS 라치오와 AS 로마는 1989-90 시즌 경기를 플라미니오 경기장에서 진행하였다. 설계 작업은 경기장의 원 설계자인 아니발레 비텔로지를 주축으로 한 단체에 맡겨졌으며, 개축 비용의 증가에 따라 1987년부터 1990년까지 실행 계획이 여러 번 수정되었다. 결국 경기장을 완전히 철거한 뒤 콘크리트를 강화하여 다시 짓게 되었으며, 경기장과 관중석 간의 거리를 9미터 좁혔다. 개축된 경기장은 80,000명 이상의 관중을 수용할 수 있게 되었고, 세계에서는 14번째로, 이탈리아 내에서는 스타디오 주세페 메아차 다음으로 많은 좌석을 가진 축구 경기장이 되었다.

## 평균 관중
| 시즌     | 로마   | 라치오 | 로마 우승컵          | 라치오 우승컵                             |
| -------- | ------ | ------ | -------------------- | ----------------------------------------- |
| 1979/80  | 44,589 | 31,560 | 코파 이탈리아 우승   |                                           |
| 1980/81  | 51,103 |        | 코파 이탈리아 우승   |                                           |
| 1981/82  | 45,289 |        |                      |                                           |
| 1982/83  | 54,510 |        | 세리에 A 우승        |                                           |
| 1983/84  | 52,793 | 46,908 | 코파 이탈리아 우승   |                                           |
| 1984/85  | 51,421 | 38,544 |                      |                                           |
| 1985/86  | 50,151 |        | 코파 이탈리아 우승   |                                           |
| 1986/87  | 49,138 |        |                      |                                           |
| 1987/88  | 42,755 |        |                      |                                           |
| 1988/89  | 34,913 | 32,125 |                      |                                           |
| 1989/90* | 22,067 | 20,022 |                      |                                           |
| 1990/91  | 43,570 | 36,371 | 코파 이탈리아 우승   |                                           |
| 1991/92  | 51,609 | 39,499 |                      |                                           |
| 1992/93  | 50,306 | 49,105 |                      |                                           |
| 1993/94  | 52,615 | 50,149 |                      |                                           |
| 1994/95  | 56,356 | 48,715 |                      |                                           |
| 1995/96  | 53,146 | 46,326 |                      |                                           |
| 1996/97  | 50,557 | 38,699 |                      |                                           |
| 1997/98  | 52,813 | 46,058 |                      | 코파 이탈리아 우승                        |
| 1998/99  | 54,309 | 53,184 |                      | UEFA 컵위너스컵, 이탈리아 슈퍼컵 우승     |
| 1999/00  | 58,915 | 51,956 |                      | 세리에 A, 코파 이탈리아, UEFA 슈퍼컵 우승 |
| 2000/01  | 63,370 | 48,498 | 세리에 A 우승        | 이탈리아 슈퍼컵 우승                      |
| 2001/02  | 59,402 | 42,684 | 이탈리아 슈퍼컵 우승 |                                           |
| 2002/03  | 57,160 | 44,129 |                      |                                           |
| 2003/04  | 46,458 | 49,341 |                      | 코파 이탈리아 우승                        |
| 2004/05  | 49,631 | 37,516 |                      |                                           |
| 2005/06  | 39,726 | 27,872 |                      |                                           |
| 2006/07  | 38,689 | 25,048 | 코파 이탈리아 우승   |                                           |

- 1989-90 시즌은 경기장 개축 때문에 두 팀 모두 플라미니오 경기장을 사용하였다.

## 주요 경기

### 1960년 하계 올림픽
| 날짜            | 팀 1         | 스코어 | 팀 2   | 라운드 |
| --------------- | ------------ | ------ | ------ | ------ |
| 1960년 9월 10일 | 유고슬라비아 | 3 - 1  | 덴마크 | 결승   |

### UEFA 유로 1968
| 날짜            | 팀 1     | 스코어         | 팀 2         | 라운드        |
| --------------- | -------- | -------------- | ------------ | ------------- |
| 1968년 6월 8일  | 잉글랜드 | 2 - 0          | 소련         | 3-4위전       |
| 1968년 6월 8일  | 이탈리아 | 1 - 1 (연장전) | 유고슬라비아 | 결승          |
| 1968년 6월 10일 | 이탈리아 | 2 - 0          | 유고슬라비아 | 결승 (재경기) |

### UEFA 유로 1980
| 날짜            | 팀 1           | 스코어 | 팀 2           | 라운드 |
| --------------- | -------------- | ------ | -------------- | ------ |
| 1980년 6월 11일 | 체코슬로바키아 | 0 - 1  | 서독           | A조    |
| 1980년 6월 14일 | 그리스         | 1 - 3  | 체코슬로바키아 | A조    |
| 1980년 6월 18일 | 이탈리아       | 0 - 0  | 벨기에         | B조    |
| 1980년 6월 22일 | 벨기에         | 1 - 2  | 서독           | 결승   |

### 1990년 FIFA 월드컵
| 날짜            | 팀 1       | 스코어 | 팀 2           | 라운드 |
| --------------- | ---------- | ------ | -------------- | ------ |
| 1990년 6월 9일  | 이탈리아   | 1 - 0  | 오스트리아     | A조    |
| 1990년 6월 14일 | 이탈리아   | 1 - 0  | 미국           | A조    |
| 1990년 6월 19일 | 이탈리아   | 2 - 0  | 체코슬로바키아 | A조    |
| 1990년 6월 25일 | 이탈리아   | 2 - 0  | 우루과이       | 16강   |
| 1990년 6월 30일 | 이탈리아   | 1 - 0  | 아일랜드       | 8강    |
| 1990년 7월 8일  | 아르헨티나 | 0 - 1  | 서독           | 결승   |

### 기타 경기
| 날짜             | 팀 1          | 스코어               | 팀 2                       | 비고                                   |
| ---------------- | ------------- | -------------------- | -------------------------- | -------------------------------------- |
| 1961년 10월 11일 | AS 로마       | 2 - 0                | 버밍엄 시티 FC             | 인터시티스 페어스컵 1960-61 결승 2차전 |
| 1977년 5월 25일  | 리버풀 FC     | 3 - 1                | 보루시아 묀헨글라트바흐    | 유러피언컵 1976-77 결승                |
| 1984년 5월 6일   | 리버풀 FC     | 1 - 1 (승부차기 4-2) | AS 로마                    | 유러피언컵 1983-84 결승                |
| 1991년 5월 22일  | AS 로마       | 1 - 0                | FC 인테르나치오날레 밀라노 | UEFA컵 1990-91 결승 2차전              |
| 1996년 5월 22일  | 유벤투스 FC   | 1 - 1 (승부차기 4-2) | AFC 아약스                 | UEFA 챔피언스리그 1995-96 결승         |
| 2009년 5월 27일  | FC 바르셀로나 | 2 - 0                | 맨체스터 유나이티드 FC     | UEFA 챔피언스리그 2008-09 결승         |

## 같이 보기
- SS 라치오
- AS 로마
- 1960년 하계 올림픽
- UEFA 유로 1968
- UEFA 유로 1980
- 1990년 FIFA 월드컵
- UEFA 경기장 등급